# Puente de Maincy

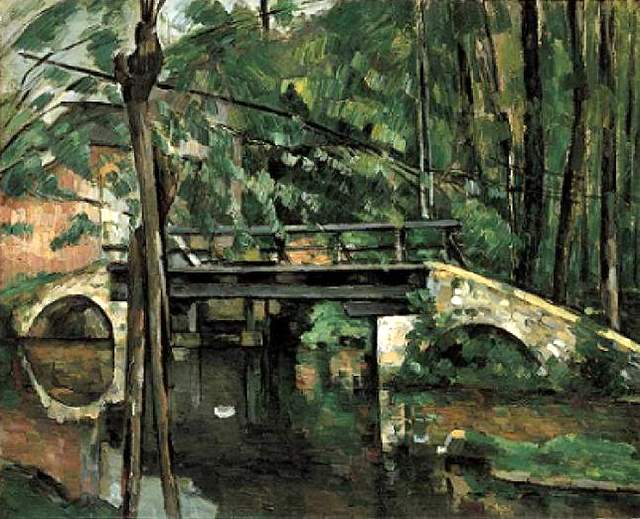
Puente de Maincy, Pont de Maincy en francés original

El Puente de Maincy es un cuadro del pintor francés Paul Cézanne realizado al óleo sobre tela, entre 1879 y 1880, y adscrito al impresionismo. 

## Historia, tema y conservación
Lo pintó mientras residía en Melun, representa un puente que atraviesa el río Almont —la identificación y datación de la obra no fue sencilla en su momento—, ubicado en la limítrofe comuna francesa de Maincy.
La obra mide 58.5 cm de alto por 72.5 cm de ancho y se conserva en el Museo de Orsay de París.

## Posteridad
En 1993, el pintor peruano Herman Braun-Vega se refirió al Puente de Maincy en Papaye à la guitare (Cézanne), un bodegón invertido realista que establece un diálogo entre el postimpresionismo de Cézanne y una guitarra cubista. La luz intrínseca del paisaje de Cézanne se combina con la luz natural extrínseca al cuadro a través del juego de sombras en un sofisticado encuadre. Este cuadro es “una pequeña charla confidencial entre técnicos”, según las palabras del artista.